# František Halas
Pour les articles homonymes, voir Halas.
František Halas, né le 3 octobre 1901 à Brünn et mort le 27 octobre 1949 à Prague, est l'un des plus importants poètes lyriques tchécoslovaques du XXe siècle, également essayiste et traducteur.

## Biographie

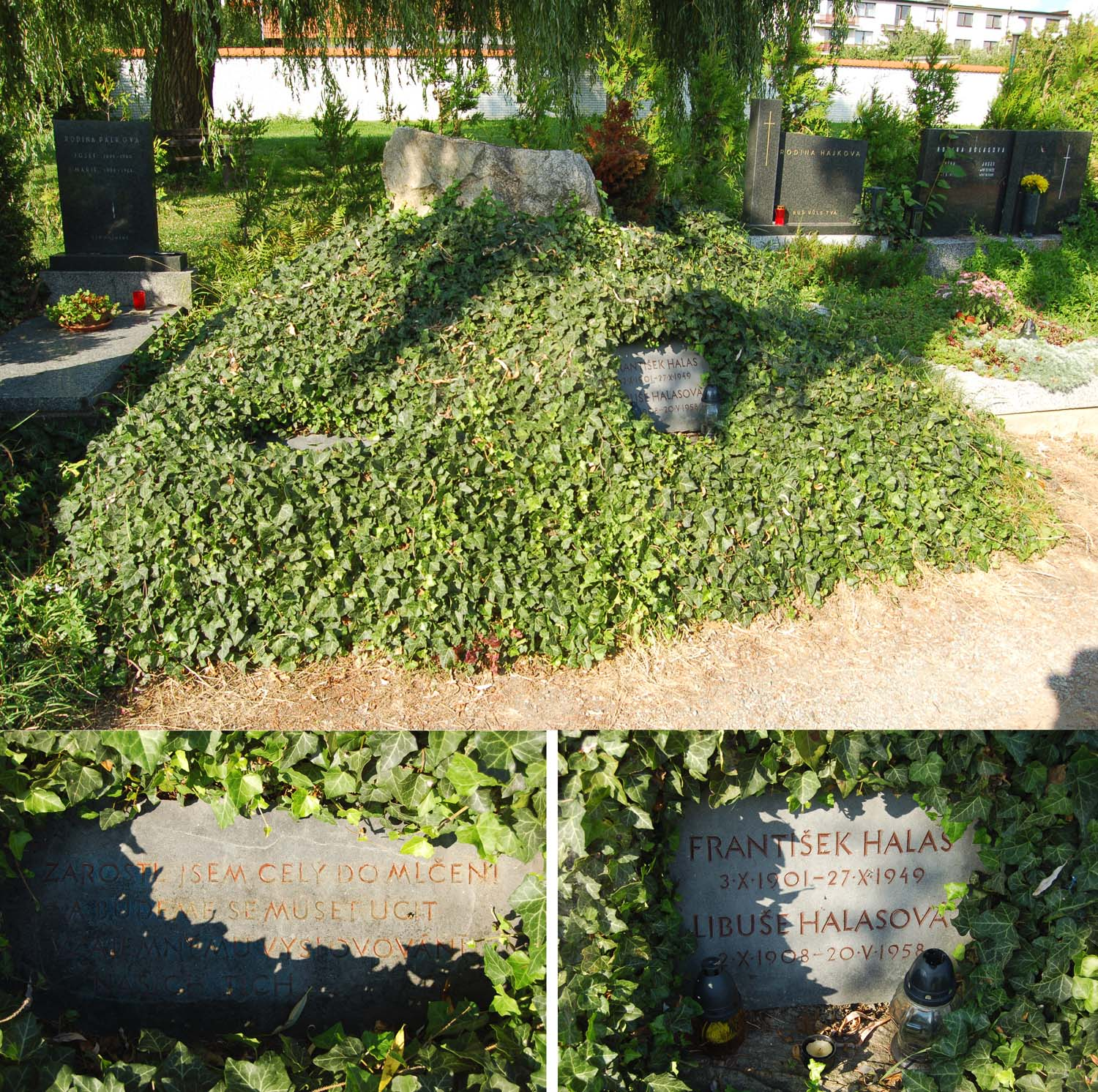
Tombe de František Halas à Kunštát.

Fils d'un ouvrier du textile, en grande partie autodidacte, Halas travaille d'abord comme libraire. Il commence à publier à partir de 1921 dans les journaux communistes Rovnost et Sršatec, et devient éditeur dans la maison d'édition Orbis à Prague. Il publie plusieurs recueils de poèmes dans le courant du poétisme : Le Coq effarouche la mort (1930), La Face (Tvář, 1931), Gentiane (Hořec, 1933), Les Vieilles Femmes (Staré Ženy, 1935). Sa poésie devient engagée avec Grand ouvert (Dokřoán, 1936) et Espérance mutilée (Torzo naděje, 1938). 
Sous l'Occupation, il rend hommage à « Notre Dame Božena Němcová » (Naše Paní Božena Němcová, 1940). Résistant lors de la Seconde Guerre mondiale, il travaille après 1945 au ministère de l'Information et préside le syndicat des écrivains tchèques. Durant la guerre, il fut soigné pour une maladie cardiaque. Il mourut d'une insuffisance cardiaque le 27 octobre 1949 à Prague, à l'âge de 48 ans. Il fut enterré à Kunštát.
Ses derniers recueils, inachevés et parus à titre posthume, révèlent cependant ses doutes face au pouvoir communiste en place : Et le poète alors ? (1957).

## Œuvres
- Sepie (1927)
- Kohout plaší smrt (1930)
- Tvář (1931)
- Hořec (1933)
- Dělnice (1934)
- Staré ženy (1935) ; Les Vieilles Femmes, Revue K, 1989.
- Dokořán (1936)
- Torzo naděje (1938)
- Naše paní Božena Němcová (1940)
- Ladění (1942)
- Já se tam vrátím (1947)
- V řadě (1948)
- A co? (1957) ; Alors quoi ?, Fissile, 2016